# Valérie Vernay
Valérie Vernay (Lyon, 22 juni 1976) is een Franse illustrator en stripauteur. Ze debuteerde in 2001 als illustrator van kinderboeken. Daarnaast werkte ze ook in de stripwereld, enerzijds als inkleurder (onder andere Sexy Gun en Harmony), anderzijds als tekenaar. Haar eerste volwaardige strip was het eerste deel van La guerre des boutons (Éditions Petit à Petit). Voor uitgeverij Dupuis tekende ze de reeksen Agathe Saugrenu, La mémoire de l'eau en Rose. Het scenario van La mémoire de l'eau werd geschreven door haar echtgenoot Mathieu Reynès.

## Werk
- Agathe Saugrenu
- La mémoire de l'eau
- Rose

- Bibliothèque nationale de France: cb137409185 (data)
- Catàleg d'autoritats de noms i títols de Catalunya: 981058526459306706
- International Standard Name Identifier: 0000 0000 7838 9125
- Library of Congress Control Number: no2017140187
- Nationale Bibliotheek van Tsjechië: kv2010540431
- Nederlandse Thesaurus van Auteursnamen: 302478787
- Système universitaire de documentation: 08614412X
- Virtual International Authority File: 120100887
- WorldCat: E39PBJqjYygcRyH4w6RVJ4vCQq